# Якоб ван Шуппен
Якоб ван Шуппен (нім. Jacob van Schuppen, 26 січня 1670 — 29 січня 1751) — австрійський бароковий художник голландського походження.

## Життєпис
Якоб ван Шуппен народився у Фонтенбло, Франція, в родині фламандського художника і гравера Пітера ван Шуппена з Антверпена. Якоб вивчав живопис під керівництвом свого батька і дядька Ніколя де Ларжильєра. Перед від'їздом до Австрії він працює художником в Нідерландах.
У 1719 році поселився у місті Люневіль, але цього ж року переїхав до Відня, де став придворним художником. У 1725 році призначений імператором Карлом VI директором віденської Придворної академії вишуканих мистецтв.
Якоб ван Шуппен був відомий своїми чудовими портретами і жанровими полотнами, а також вівтарними картинами у віденських церквах Карлскірхе і Салезіанеркірхе, розписами в палаці Дітріхштейн-Лобковиц.

## Галерея

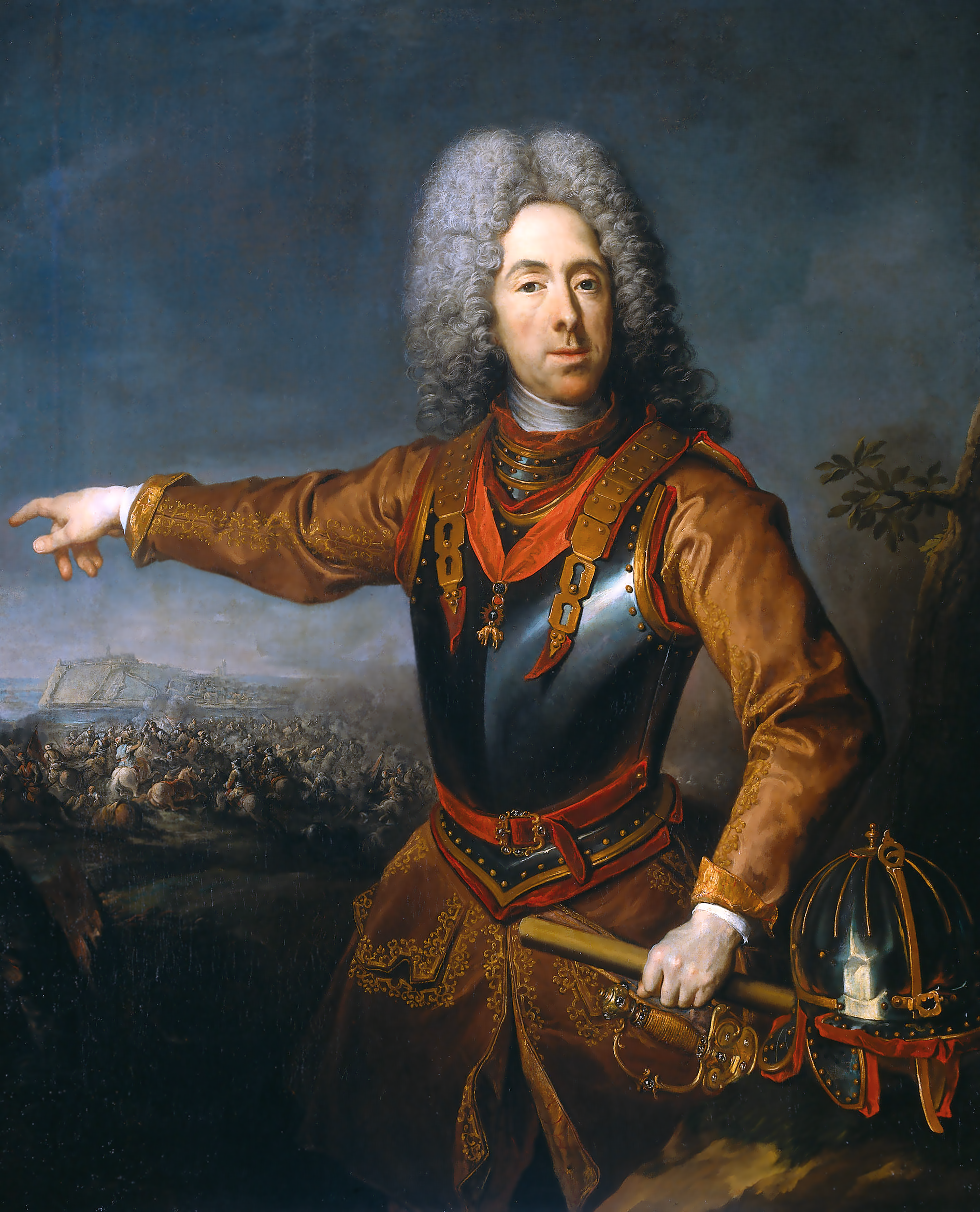
Портрет Еужена Савойського
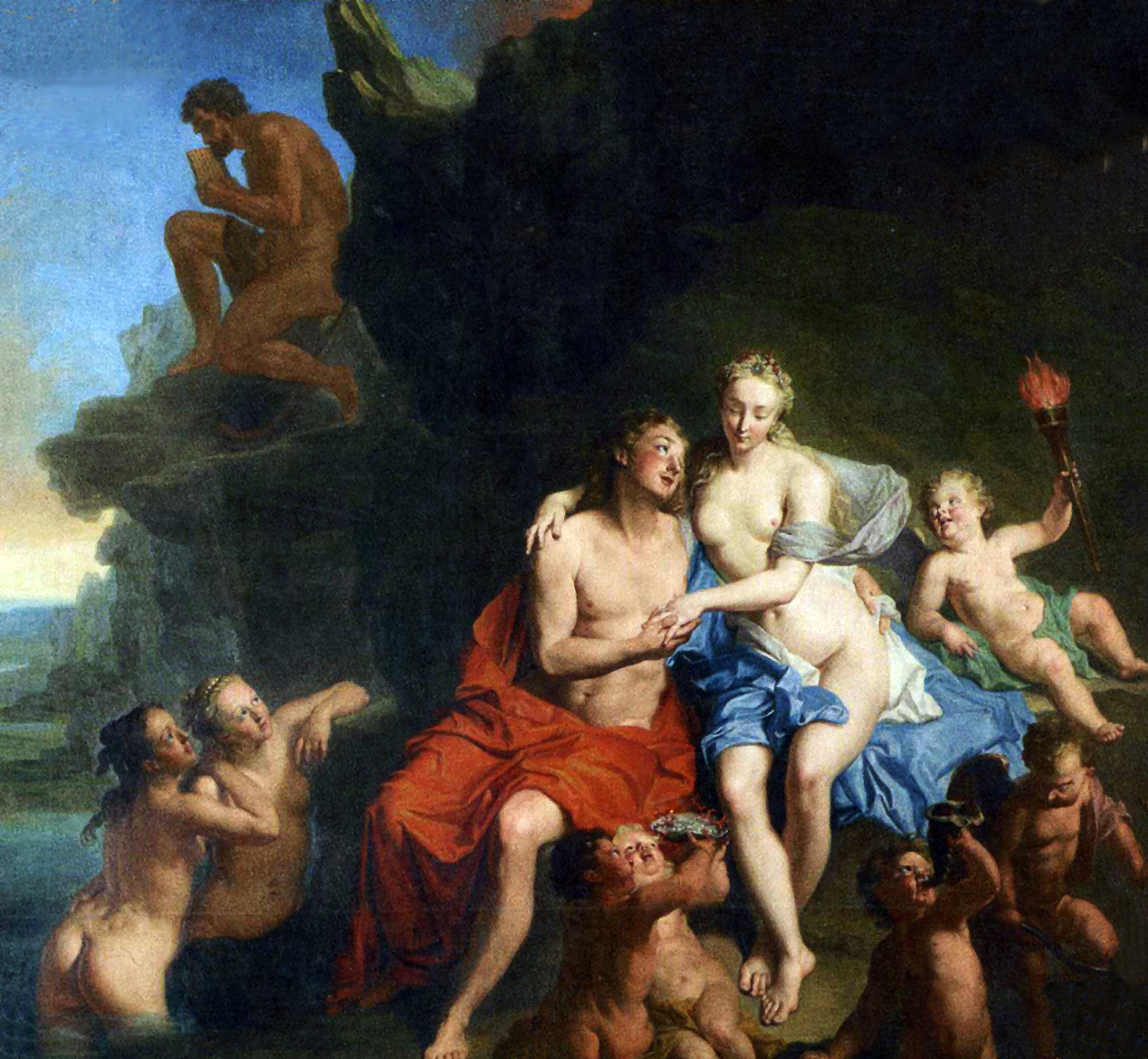
Аціс та Галатея
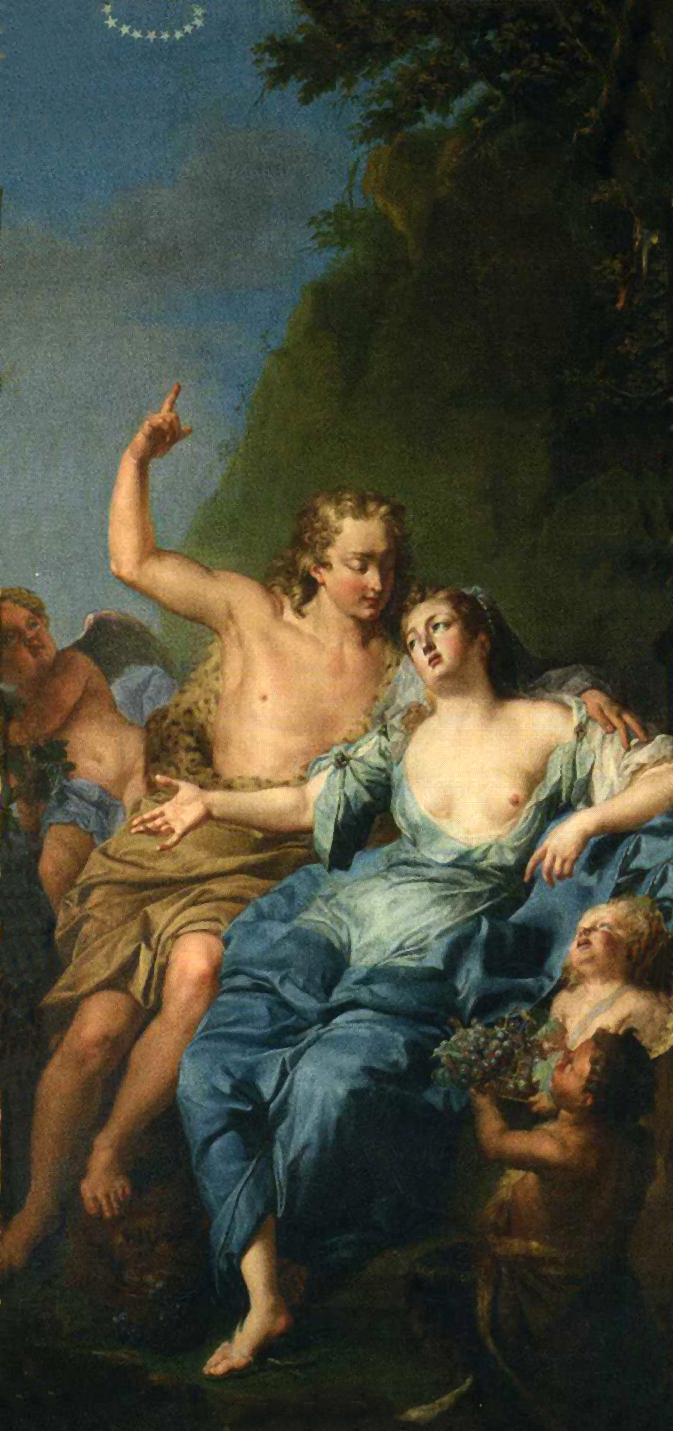
Бахус та Аріадна
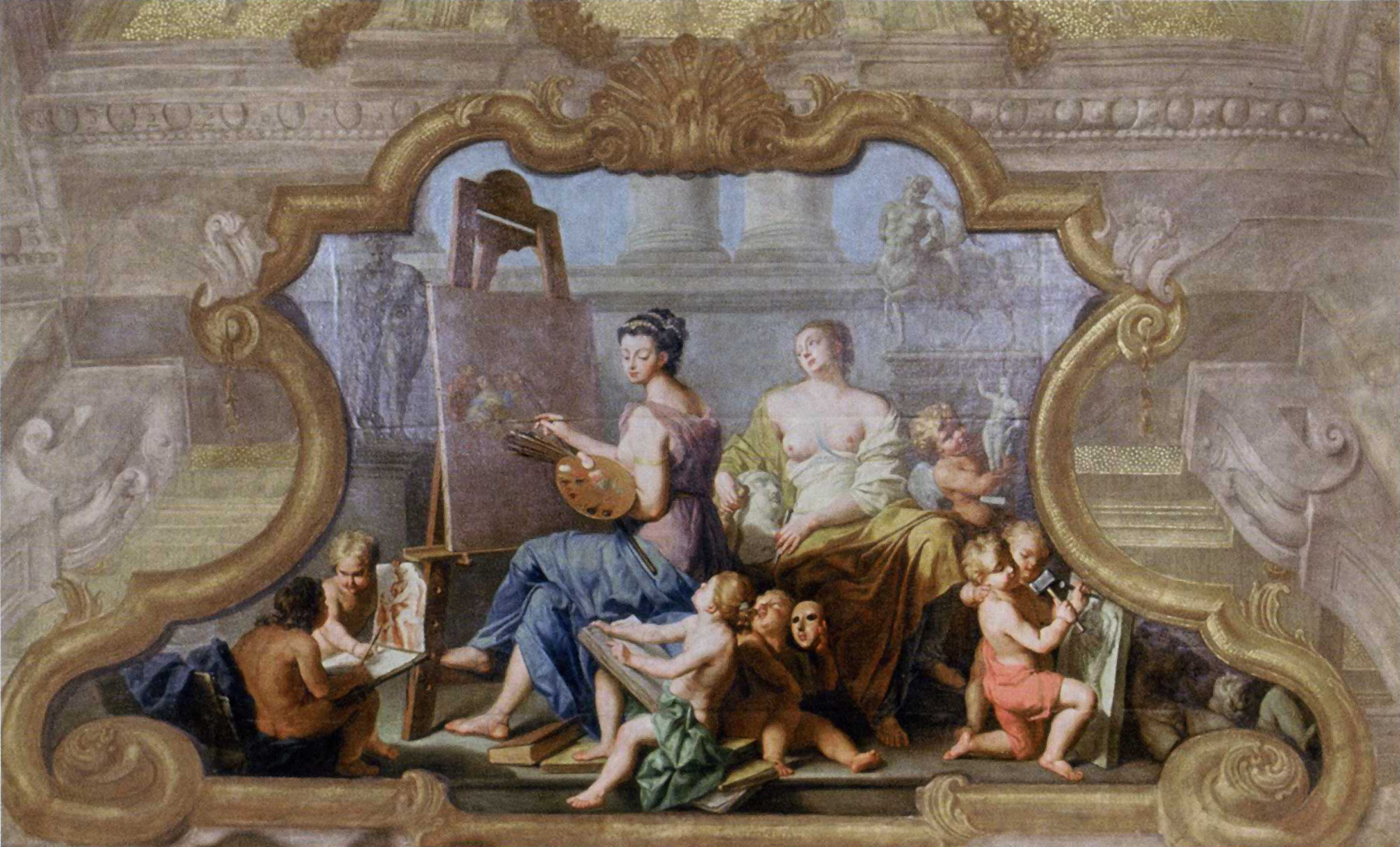
Алегорія живопису і скульптури
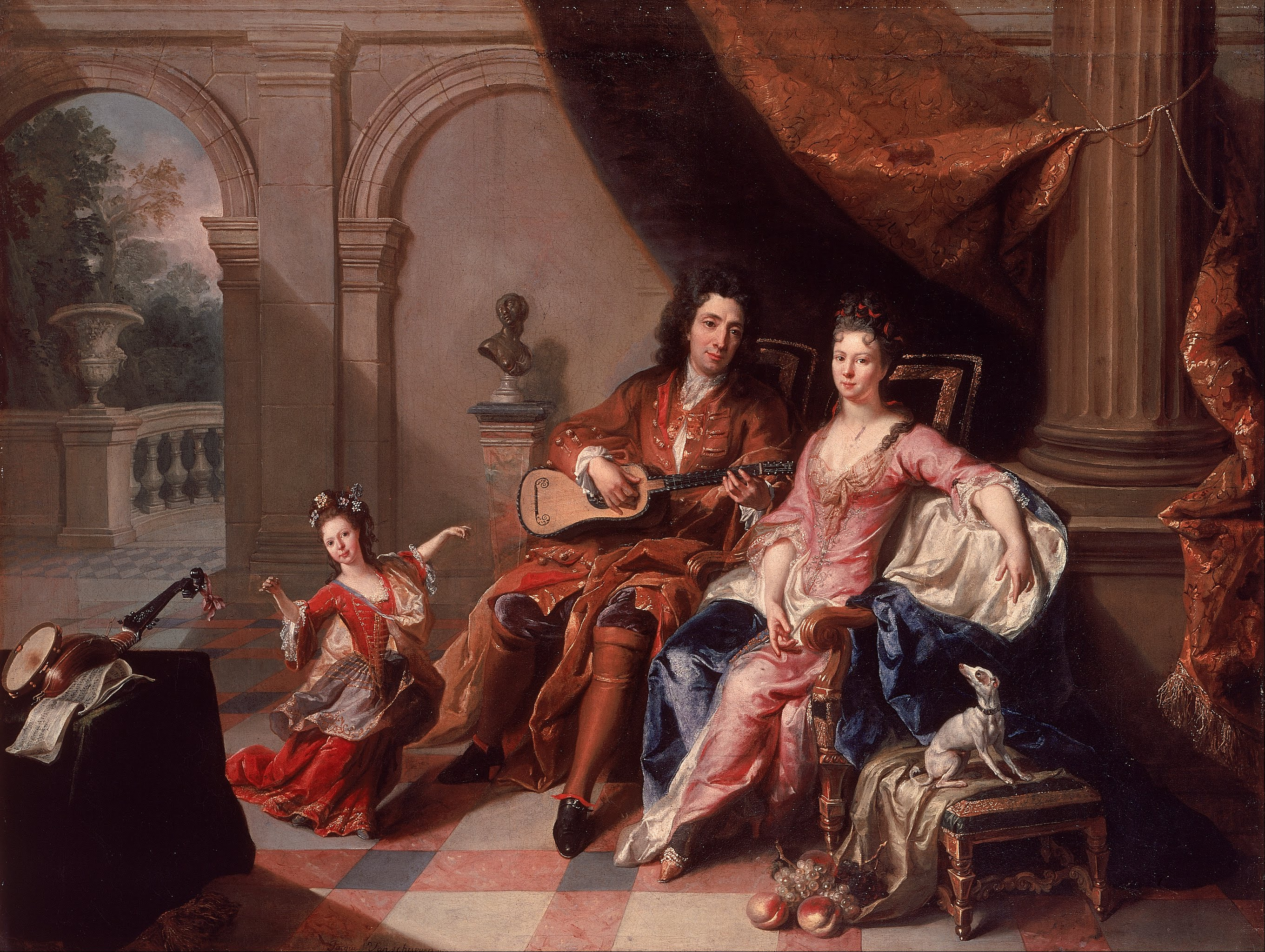
Гітарист
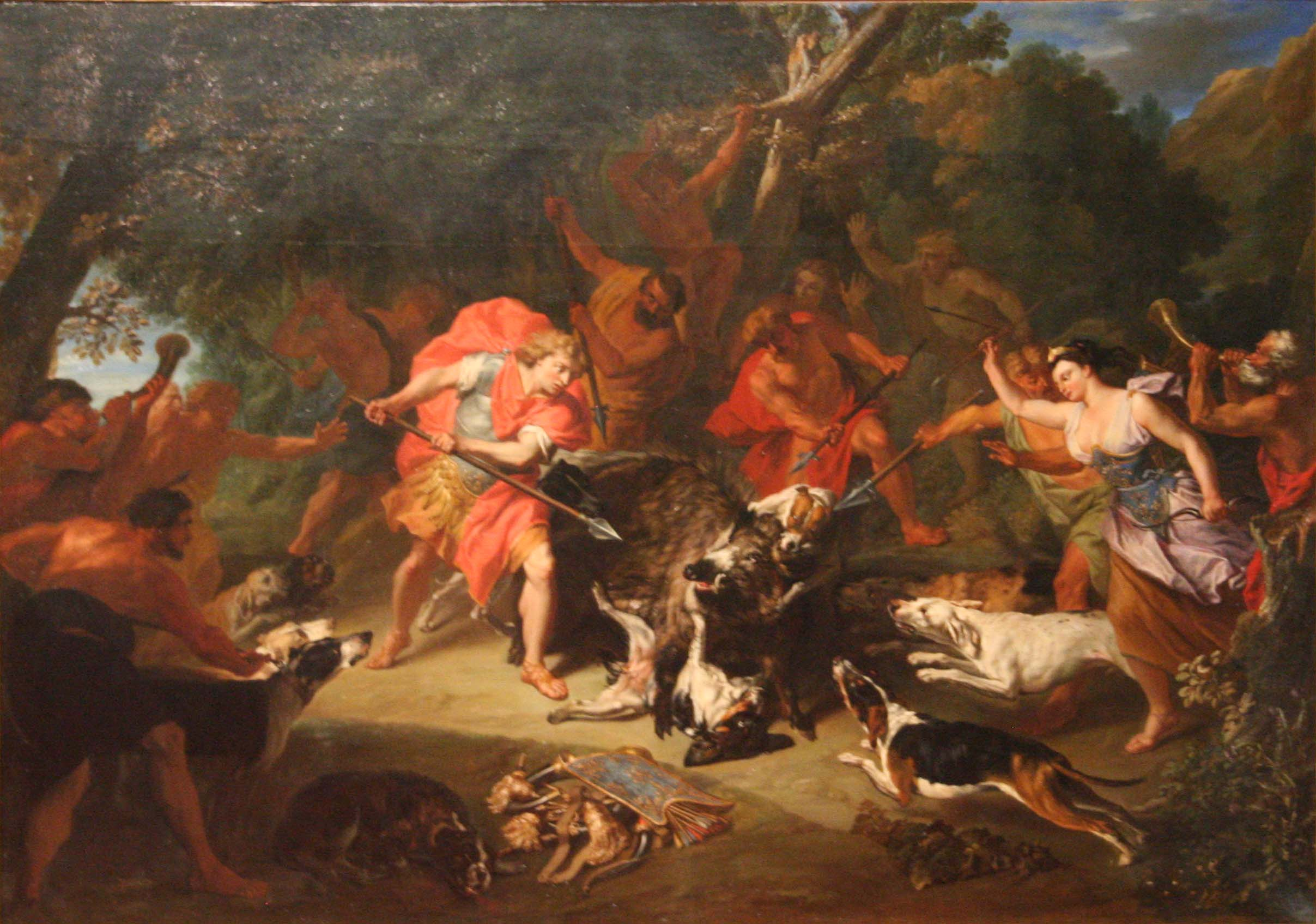
Мелеагр вбиває Калідонського вепра
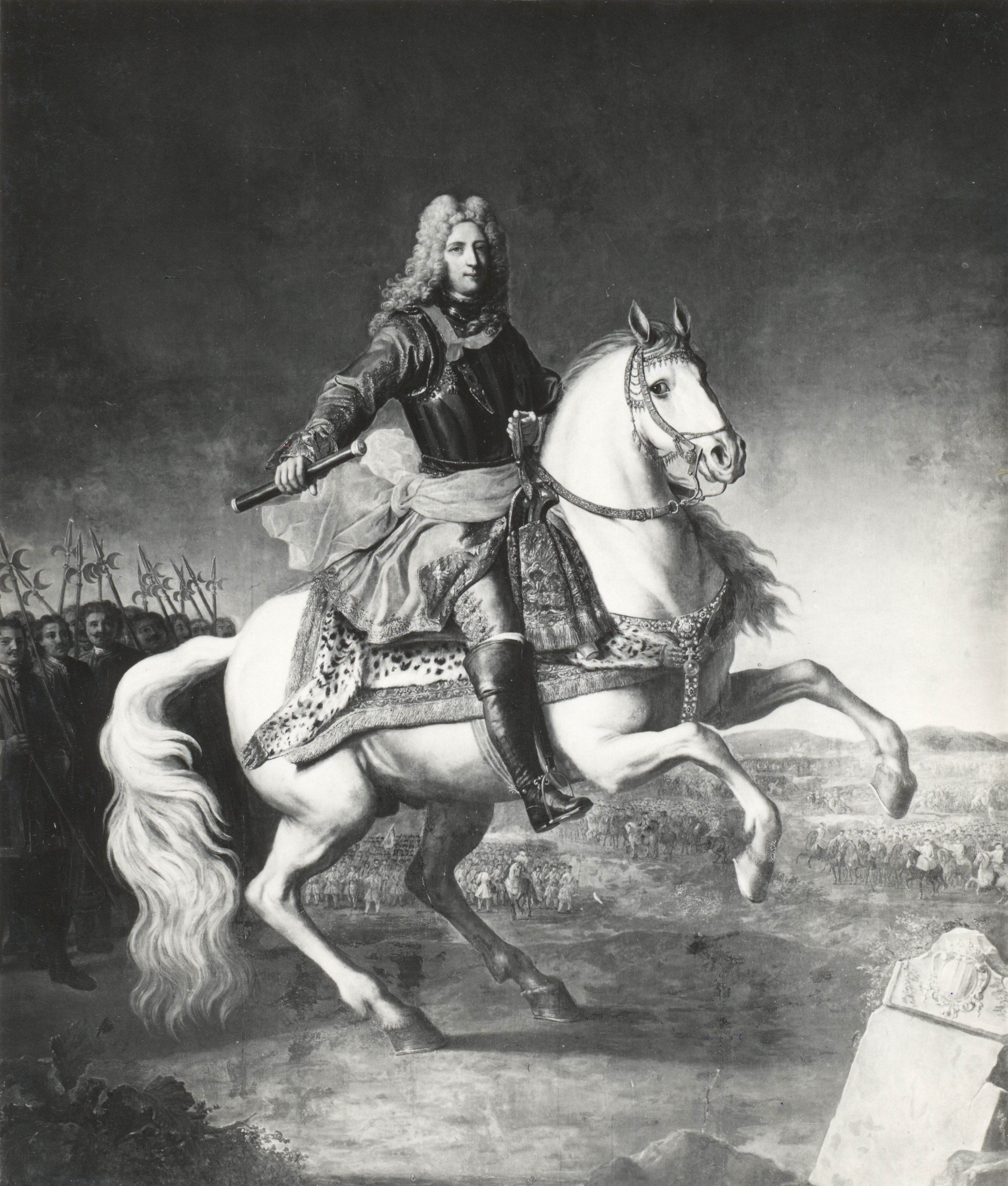